# یواخیم هانسین
یواخیم هانسین (انگلیسی: Joachim Hansen؛ زادهٔ ۲۶ مهٔ ۱۹۷۹) ورزشکار هنرهای رزمی ترکیبی اهل نروژ است. وی بین سال‌های ۱۹۹۹ تا ۲۰۱۶ میلادی فعالیت می‌کرد.